# Cupa Mondială de Baschet Masculin din 2023 - Grupa J
Grupa J de la Cupa Mondială de Baschet Masculin din 2023 a fost o grupă din etapa a doua din cadrul Cupei Mondiale de Baschet Masculin din 2023 care și-a desfășurat meciurile la Mall of Asia Arena, Pasay, Filipine. Echipele din această grupă sunt cele care s-au clasat pe primele două locuri din grupele preliminare Grupa C și Grupa D. Echipele au jucat contra celorlalte două echipă din cealaltă grupă. După ce toate meciurile au fost jucate, primele două echipe din clasament s-au calificat în sferturile de finală, echipa de pe locul al treilea s-a clasat în zona locurilor 9-12, iar echipa de pe locul al patrulea s-a clasat în zona locurilor 13-16.

## Clasament
| Loc | Echipa     | MJ | V | Î | PM  | PP  | PD   | Pct | Calificare           |
| --- | ---------- | -- | - | - | --- | --- | ---- | --- | -------------------- |
| 1   | Lituania   | 5  | 5 | 0 | 482 | 375 | +107 | 10  | Sferturile de finală |
| 2   | SUA        | 5  | 4 | 1 | 507 | 398 | +109 | 9   | Sferturile de finală |
| 3   | Muntenegru | 5  | 3 | 2 | 397 | 390 | +7   | 8   |                      |
| 4   | Grecia     | 5  | 2 | 3 | 392 | 419 | −27  | 7   |                      |

## Meciuri

### SUA vs. Muntenegru
| 1 septembrie 2023 16:40 |

| Boxscore |

| SUA                                             | 85–73 | Muntenegru                                   |
| Scorul pe sferturi: 19–18, 18–20, 24–17, 24–18  |       |                                              |
| Pt: Edwards 17 Rec: Ingram 5 Pase: Haliburton 6 |       | Pt: Vučević 18 Rec: Vučević 16 Pase: Perry 6 |

### Lituania vs. Grecia
| 1 septembrie 2023 20:40 |

| Boxscore |

| Lituania                                                | 92–67 | Grecia                                     |
| Scorul pe sferturi: 20–20, 19–23, 25–15, 28–9           |       |                                            |
| Pt: Jokubaitis 19 Rec: Valančiūnas 9 Pase: Jokubaitis 6 |       | Pt: Walkup 21 Rec: Walkup 8 Pase: Walkup 7 |

### Grecia vs. Muntenegru
| 3 septembrie 2023 16:40 |

| Boxscore |

| Grecia                                             | 69–73 | Muntenegru                                        |
| Scorul pe sferturi: 14–19, 16–17, 12–14, 27–23     |       |                                                   |
| Pt: Papapetrou 16 Rec: Bochoridis 6 Pase: Walkup 6 |       | Pt: Vučević 19 Rec: Dubljević 9 Pase: Dubljević 9 |

### SUA vs. Lituania
| 3 septembrie 2023 20:40 |

| Boxscore |

| SUA                                                      | 104–110 | Lituania                                                   |
| Scorul pe sferturi: 12–31, 25–23, 28–17, 39–39           |         |                                                            |
| Pt: Edwards 35 Rec: Portis 5 Pase: Brunson, Haliburton 7 |         | Pt: Kariniauskas 15 Rec: Sedekerskis 11 Pase: Jokubaitis 6 |